# 황대중

남원성 전투 당시 일본군의 공략도

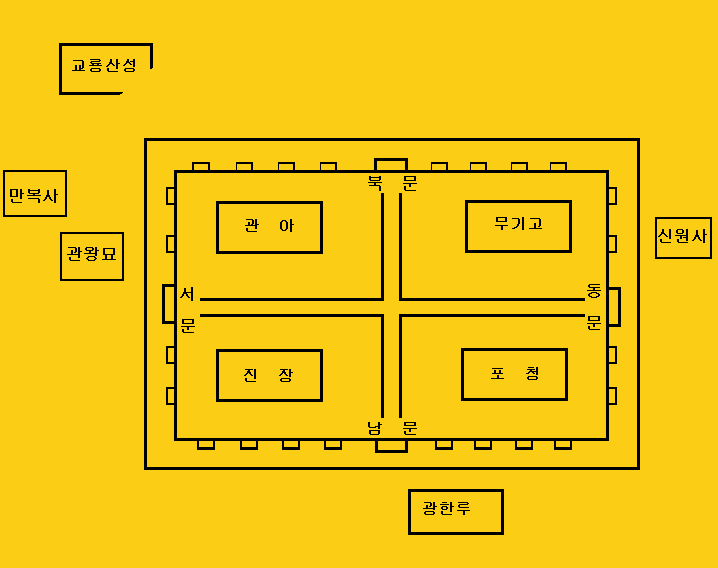
남원성 내부 간략도

황대중(黃大中, 1551년 ~ 1597년 9월 26일(음력 8월 16일))은 조선 중기 의병장이다. 자는 정숙(正叔), 호는 양건당(兩蹇堂), 본관은 장수이다. 황희의 현손이자 양정공(良靖公) 황사효(黃事孝)의 증손, 황정욱의 족숙이다. 임진왜란 당시 이순신, 이복남 휘하의 무장으로 활약했다. 정유재란 중 남원성 전투에서 전사하였다.

## 생애
서울 출신이었으나 영암군수로 부임하던 조부를 따라 강진으로 이주해 살았다. 효성이 지극한 걸로 알려져 어머니가 병환 중일 때 자신의 신체 일부를 잘라내 약재로 사용하여 한쪽 다리를 절게 되었는데 사람들은 그를 효건이라 불렀다.
1592년(선조 25년) 임진왜란이 일어나자 선조의 어가를 호위하는 별초군으로 지원하였고 전국에서 무예가 뛰어난 장정 80명을 모집하여 선조가 의주로 피란갈 때 호위 무사로 활약했다.
1593년(선조 26년) 제2차 진주성 전투 당시 진주성이 함락되자 죽을 고비를 넘겨 겨우 탈출해 이순신 장군의 휘하 장수로 활약했다. 이때 황대중은 해상 전투 중 총탄을 맞아 나머지 한쪽 다리 마저 절게 되었다.
1597년(선조 30년) 남원 전투 당시 전투 도중 병마절도사 이복남과 함께 총탄에 맞아 전사했다.

## 사후
전라남도 강진군 작천면에는 그의 충절을 기리는 정려각(강진군 향토유적 제19호)과 남원에서 그의 시신을 싣고 온 말의 무덤(강진군 향토유적 제20호)이 있다.

## 저서
- 《양건당문집》

## 전기 자료
- 기우만, 《송사집》 권27, 정릉 참봉 증 승정원 좌승지 겸 경연 참찬관 춘추관 수찬관 양건당 황 공 묘갈명